# Montserrats fodboldforbund
Montserrat Football Association er det styrende organ for fodbold på Montserrat.